# Fontrieu
Fontrieu [fɔ̃ʁjø] est, depuis le 1er janvier 2016, une commune nouvelle française située dans le Tarn en région Occitanie. Sur le plan historique et culturel, la commune est dans le Lacaunais, un ensemble de plateaux où l'élevage de brebis laitières est prépondérant.
Exposée à un climat océanique altéré, elle est drainée par l'Agout, le Bertou, le Vernoubre, le Ruisseau de Falcou, le Ruisseau des Agrès, le ruisseau du Terral et par divers autres petits cours d'eau. Incluse dans le parc naturel régional du Haut-Languedoc, la commune possède un patrimoine naturel remarquable : deux sites Natura 2000 (les « tourbières du Margnès » et Les « vallées du Tarn, de l'Aveyron, du Viaur, de l'Agout et du Gijou »), trois espaces protégés (la « Sagne de Secun », le « Sagne d'Oules » et la « tourbière de Canroute ») et dix-sept zones naturelles d'intérêt écologique, faunistique et floristique.
Fontrieu est une commune rurale qui compte 954 habitants en 2022, après avoir connu une forte hausse de la population depuis 1975.
Elle est issue du regroupement des trois communes de Castelnau-de-Brassac, Ferrières et Le Margnès.
De par sa superficie, Fontrieu est la seconde commune du Tarn derrière Montredon-Labessonnié.

## Géographie

### Localisation
La commune de Fontrieu est adhérente du parc naturel régional du Haut-Languedoc.

### Communes limitrophes
Les communes limitrophes sont Anglès, Berlats, Le Bez, Brassac, Espérausses, Gijounet, Lacaune, Lacaze, Lamontélarié et Vabre.
| Lacaze          | Espérausses | Berlats, Gijounet |
| Vabre           | Fontrieu    | Lacaune           |
| Le Bez, Brassac | Anglès      | Lamontélarié      |

À l'ouest (et au sud de Vabre), la commune de Lacrouzette n'est qu'à une centaine de mètres du territoire communal.

### Lieux-dits et écarts
Arcanic, l'Arcayrié, Armengaud, le Bac, Baffignac, Bagnolet, Balbiac, la Barbasanié, Barbazo, la Barque, Bartassade, le Barthas, la Barrayrié, la Barrouillé, la Bassine, la Bastisse, la Bessarié, Bessès, Bessière, Bessouze, le Bez de Fontbonne, Biège, Biot, Birac, Biron, Blanciala, Bonifasi, la Bonnefon, le Bonpas, la Borie de la Glévade, la Borie de Mialhe, la Bouffio, la Bouissonade, Bourguet Del Clot, Bourguet Sul Mouli, la Bouriette, le Bouscaillou, Bousquet, Cabanes, Cabrespine, la Cabrial, Cadoul, Caillé, Calvayrac, Cambous, Camp Darde, Camp Gourgui, le Camp Grand, Candouvrié, la Canipèze, Capette, Cap Negre, Castelnau de Brassac, Cauquil, la Caussade, Cazalits, Chabbert, la Chazottié, le Clapié, le Colombié, Combecaude, Combeginestouze, la Coste, les Couailles, Cros, Cugnasse, Entrevergnes, l'Escassot, l'Espagne, la Fabrié, la Fédial, la Ferrière, Ferrières, Fontbonne, la Fontdalbert, la Fontfrège, Fontguilhaumon, Fontmontagne, les Fortes, le Four, le Fraysse, Fumade, la Ginestière, la Goudarié, Gout, la Grange, le Griffoulas, l'Indienne, Jaladieu, la Jasse, le Jounié, Lacan, Ladrex, Larénas, Las Mexes, Lassouts, Longuecamp, Longuevergne, la Louvière, le Mas de Poux, le Mas de Prades, Maynadier, la Métairie Blanche, la Métairie Haute, la Métairie Neuve, le Moulin Haut, le Moulin du Pont, le Moulin de la Vergne, la Nastarié, Notre Dame, Ouillats, Oulès, Palus, la Pause, la Pauzarié, Pébiau, Penrieu, le Père, Pessols, le Peyrégas, Peyrolles, le Pial, les Planquettes, la Platé, Prat Lautié, le Provencas, le Pujol, la Ramade, Ramiès, le Rieu, Rieumalet, les Rivals, les Rivières, le Roc, les Roques, Rousergues, la Roussié, Sablayrolles, La Sagne, Sagnoles, le Salez, la Saumière, le Saut de Lègue, Sécun, Sigarède, Soulègre, le Soulié, la Soulière, le Suquet, le Teil, le Terrier, le Travez, la Trouchère, la Tour, le Vaissassou, la Vaissière, Valès, le Verdier, Vermillou, la Verrouillé, Vié, Vinelle.

### Voies de communication et transports

#### Voies routières
Fontrieu est traversée par :
- la RD 53 ;
- la RD 54 ;
- la RD 62 ;
- la RD 66 ;
- la RD 155 ;
- la RD 622.

#### Ligne ferroviaire
Fontrieu ne possède aucune gare sur son territoire.

#### Transport en commun
La ligne 763 du réseau régional liO assure la desserte de la commune, en la reliant à Castres et à Lacaune. Huit arrêts de bus sont présents sur Fontrieu : Col de la Bassine ; Le Teil ; Oulès ; Ouillats ; Le Colombier ; Le Bonpas ; Biot ; Cugnasse.

### Hydrographie
La commune est dans le bassin de la Garonne, au sein du bassin hydrographique Adour-Garonne. Elle est drainée par l'Agout, le Bertou, le Vernoubre, le ruisseau de Falcou, le ruisseau des Agrès, le ruisseau du Terral, Rec des Canals, le ruisseau de Biège, le ruisseau de Costo Laxo, le ruisseau de Faydel, le ruisseau de Ferralde, le ruisseau de Gimbrarié, le ruisseau de Ser, le ruisseau de Vialou, et par divers petits cours d'eau, qui constituent un réseau hydrographique de 74 km de longueur totale,.
L'Agout, d'une longueur totale de 194,4 km, prend sa source dans la commune de Cambon-et-Salvergues et s'écoule d'est en ouest. Il traverse la commune et se jette dans le Tarn à Saint-Sulpice-la-Pointe, après avoir traversé 35 communes.
Le Bertou, d'une longueur totale de 20,8 km, prend sa source dans la commune de Gijounet et s'écoule d'est en ouest. Il traverse la commune et se jette dans le Gijou à Vabre, après avoir traversé 6 communes.
Le Vernoubre, d'une longueur totale de 11,8 km, prend sa source dans la commune et s'écoule vers l'ouest puis se réoriente au sud-ouest. Il se jette dans l'Agout au Bez.
Le ruisseau de Falcou, d'une longueur totale de 10,4 km, prend sa source dans la commune de Lacaune et s'écoule du nord-est au sud-ouest. Il traverse la commune et se jette dans l'Agout sur le territoire communal, après avoir traversé 3 communes.
Le Ruisseau des Agrès, d'une longueur totale de 12,4 km, prend sa source dans la commune, près du mont Roucous, et s'écoule vers le sud-ouest. Il se jette dans l'Agout, aux abords du hameau de Sécum.

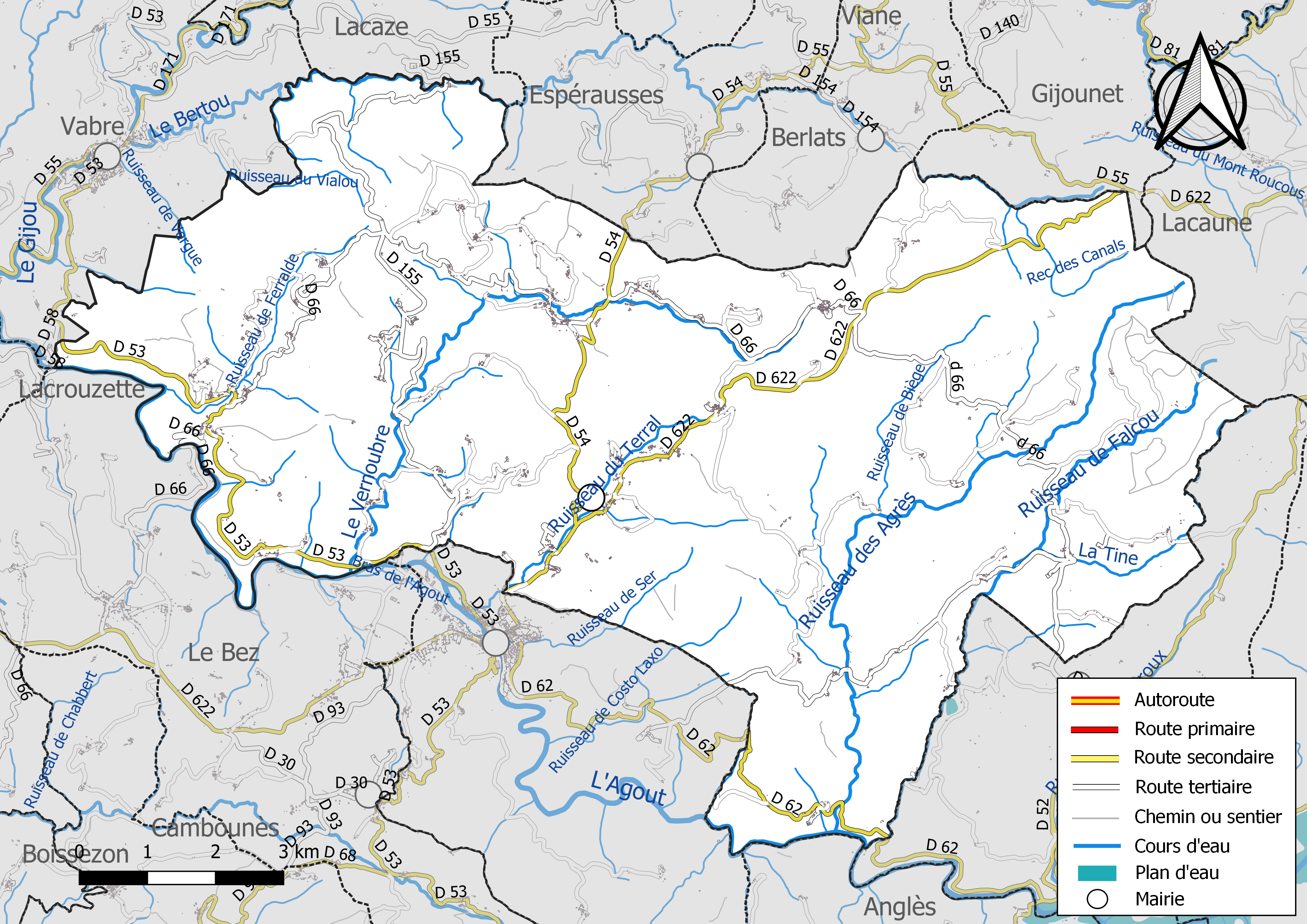
Réseaux hydrographique et routier de Fontrieu.

### Climat
Pour des articles plus généraux, voir Climat de l'Occitanie et Climat du Tarn.
En 2010, le climat de la commune est de type climat océanique altéré, selon une étude du Centre national de la recherche scientifique s'appuyant sur une série de données couvrant la période 1971-2000. En 2020, Météo-France publie une typologie des climats de la France métropolitaine dans laquelle la commune est toujours exposée à un climat océanique altéré et est dans une zone de transition entre les régions climatiques « Aquitaine, Gascogne » et « Provence, Languedoc-Roussillon ».
Pour la période 1971-2000, la température annuelle moyenne est de 10,9 °C, avec une amplitude thermique annuelle de 15,1 °C. Le cumul annuel moyen de précipitations est de 1 260 mm, avec 12,1 jours de précipitations en janvier et 6 jours en juillet. Pour la période 1991-2020, la température moyenne annuelle observée sur la station météorologique de Météo-France la plus proche, « Lacaune », sur la commune de Lacaune à 16 km à vol d'oiseau, est de 10,2 °C et le cumul annuel moyen de précipitations est de 1 468,2 mm. 
La température maximale relevée sur cette station est de 37 °C, atteinte le 28 juin 1950 ; la température minimale est de −22,5 °C, atteinte le 16 janvier 1985,,.
Les paramètres climatiques de la commune ont été estimés pour le milieu du siècle (2041-2070) selon différents scénarios d'émission de gaz à effet de serre à partir des nouvelles projections climatiques de référence DRIAS-2020. Ils sont consultables sur un site dédié publié par Météo-France en novembre 2022.

### Milieux naturels et biodiversité

#### Espaces protégés
La protection réglementaire est le mode d’intervention le plus fort pour préserver des espaces naturels remarquables et leur biodiversité associée,.
La commune fait partie du parc naturel régional du Haut-Languedoc, créé en 1973 et d'une superficie de 307 184 ha, qui s'étend sur 118 communes et deux départements. Implanté de part et d’autre de la ligne de partage des eaux entre Océan Atlantique et mer Méditerranée, ce territoire est un véritable balcon dominant les plaines viticoles du Languedoc et les étendues céréalières du Lauragais,
Trois autres espaces protégés sont présents sur la commune : 
- la « Sagne de Secun », un terrain acquis (ou assimilé) par le conservatoire d'espaces naturels de Midi-Pyrénées, d'une superficie de 7 ha[21],[22] ;
- le « Sagne d'Oules », un terrain acquis (ou assimilé) par un conservatoire d'espaces naturels, d'une superficie de 3,6 ha[23] ;
- la « tourbière de Canroute », un terrain acquis (ou assimilé) par le conservatoire d'espaces naturels de Midi-Pyrénées, d'une superficie de 12 ha[24],[25].

#### Réseau Natura 2000

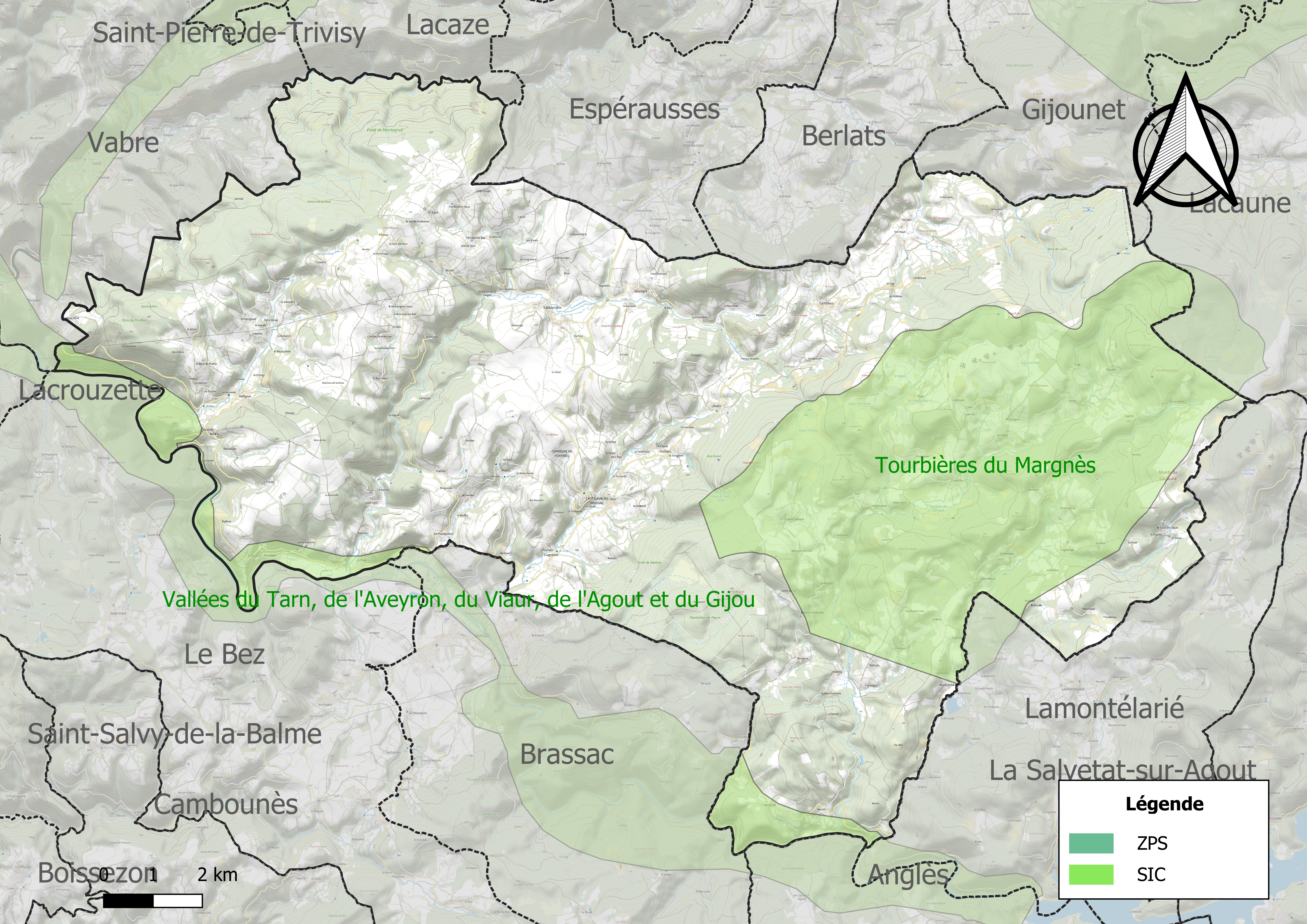
Sites Natura 2000 sur le territoire communal.

Le réseau Natura 2000 est un réseau écologique européen de sites naturels d'intérêt écologique élaboré à partir des directives habitats et oiseaux, constitué de zones spéciales de conservation (ZSC) et de zones de protection spéciale (ZPS).
Deux sites Natura 2000 ont été définis sur la commune au titre de la directive habitats :
- les « tourbières du Margnès », d'une superficie de 2 787 ha, les dernières tourbières du massif central avant la zone méditerranéenne. Elles renferment quelques espèces et formations végétales remarquables[28] ;
- Les « vallées du Tarn, de l'Aveyron, du Viaur, de l'Agout et du Gijou », d'une superficie de 17 144 ha, s'étendant sur 136 communes dont 41 dans l'Aveyron, 8 en Haute-Garonne, 50 dans le Tarn et 37 dans le Tarn-et-Garonne. Elles présentent une très grande diversité d'habitats et d'espèces dans ce vaste réseau de cours d'eau et de gorges. La présence de la Loutre d'Europe et de la moule perlière d'eau douce est également d'un intérêt majeur[29].

#### Zones naturelles d'intérêt écologique, faunistique et floristique
L’inventaire des zones naturelles d'intérêt écologique, faunistique et floristique (ZNIEFF) a pour objectif de réaliser une couverture des zones les plus intéressantes sur le plan écologique, essentiellement dans la perspective d’améliorer la connaissance du patrimoine naturel national et de fournir aux différents décideurs un outil d’aide à la prise en compte de l’environnement dans l’aménagement du territoire.
Quatorze ZNIEFF de type 1 sont recensées sur la commune :
- les « landes de la Quille et de la bassine et pelouse sèche de combe Caude » (136 ha), couvrant 3 communes du département[31] ;
- la « rivière Agoût entre le barrage de Ponviel et Brassac » (80 ha), couvrant 4 communes du département[32] ;
- la « sagne de la Croix Saint Julien » (20 ha)[33] ;
- la « sagne de Pieyre » (32 ha)[34] ;
- la « sagne de Sète » (16 ha)[35] ;
- la « sagne du bois de Cuns » (3 ha)[36] ;
- la « sagne du Saut de Lègue et ruisseau de la Tine » (23 ha), couvrant 2 communes du département[37] ;
- les « sagnes de la Teillouse » (98 ha), couvrant 3 communes du département[38] ;
- les « sagnes de Lassouts ou Canroute » (83 ha), couvrant 2 communes du département[39] ;
- les « sagnes d'Oulès » (94 ha)[40] ;
- les « sagnes du ruisseau de Biège » (56 ha), couvrant 2 communes du département[41] ;
- les « sagnes du ruisseau de Costo Laxo » (33 ha), couvrant 2 communes du département[42] ;
- les « sagnes du ruisseau des Agrès (aval) » (38 ha)[43] ;
- les « sagnes du ruisseau des Agrès et de Prat Lautié » (34 ha), couvrant 2 communes du département[44] ;

et deux ZNIEFF de type 2, : 
- la « vallée de l'Agoût de Brassac à Burlats et vallée du Gijou » (15 868 ha), couvrant 17 communes du département[45] ;
- les « zones humides des Monts de Lacaune » (10 888 ha), couvrant 9 communes dont une dans l'Hérault et huit dans le Tarn[46].

Carte des ZNIEFF de type 1 et 2 à Fontrieu.
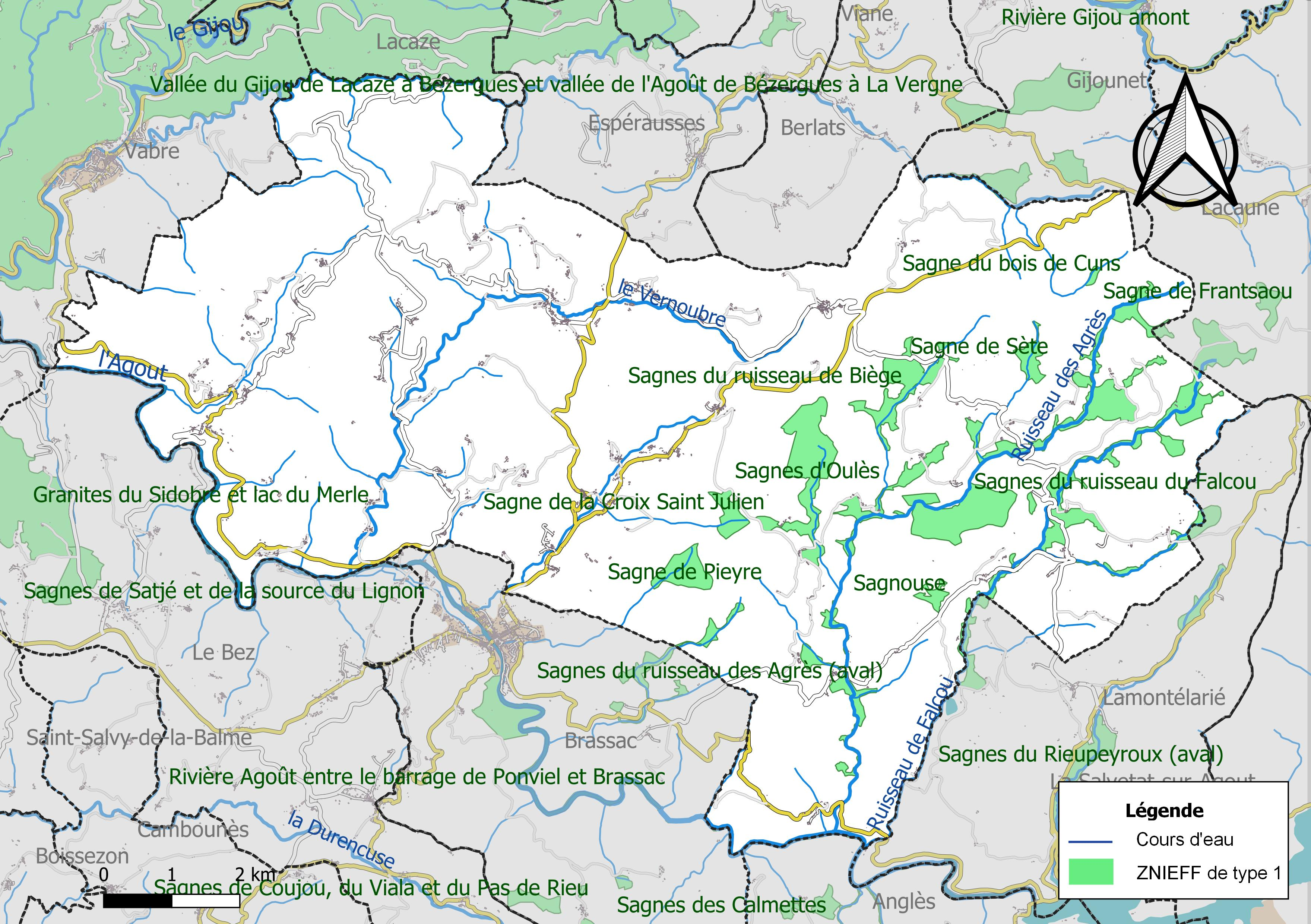
Carte des ZNIEFF de type 1 sur la commune.
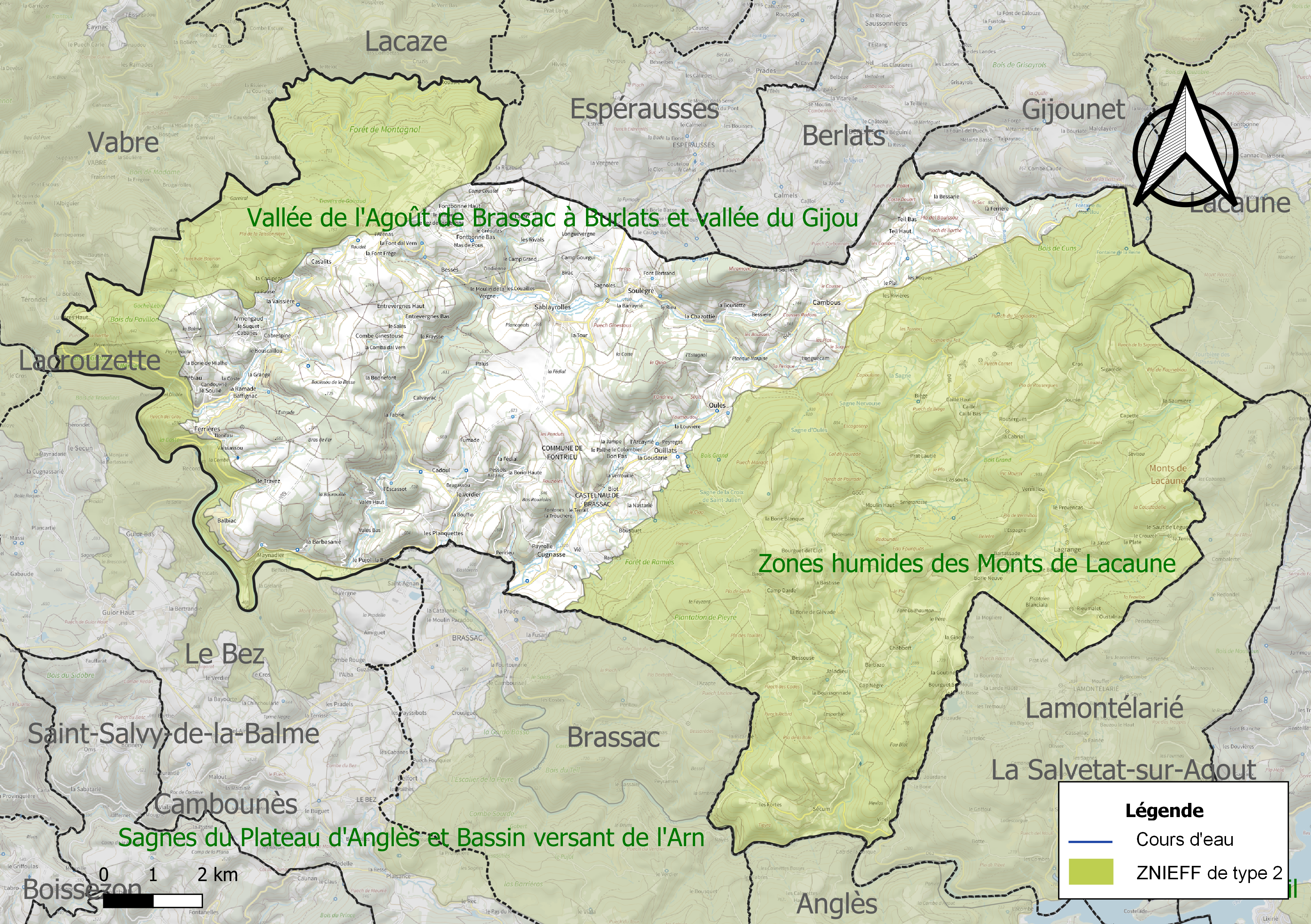
Carte des ZNIEFF de type 2 sur la commune.

## Urbanisme

### Typologie
Au 1er janvier 2024, Fontrieu est catégorisée commune rurale à habitat très dispersé, selon la nouvelle grille communale de densité à sept niveaux définie par l'Insee en 2022.
Elle est située hors unité urbaine et hors attraction des villes,.

### Risques majeurs
Le territoire de la commune de Fontrieu est vulnérable à différents aléas naturels : météorologiques (tempête, orage, neige, grand froid, canicule ou sécheresse), inondations, feux de forêts, mouvements de terrains et séisme (sismicité très faible). Il est également exposé à deux risques technologiques, le transport de matières dangereuses et la rupture d'un barrage, et à un risque particulier : le risque de radon. Un site publié par le BRGM permet d'évaluer simplement et rapidement les risques d'un bien localisé soit par son adresse soit par le numéro de sa parcelle.

#### Risques naturels
Certaines parties du territoire communal sont susceptibles d’être affectées par le risque d’inondation par débordement de cours d'eau, notamment l'Agout, le ruisseau de Falcou, le ruisseau des Agrès, le Vernoubre et le Bertou. La cartographie des zones inondables en ex-Midi-Pyrénées réalisée dans le cadre du XIe Contrat de plan État-région, visant à informer les citoyens et les décideurs sur le risque d’inondation, est accessible sur le site de la DREAL Occitanie. La commune a été reconnue en état de catastrophe naturelle au titre des dommages causés par les inondations et coulées de boue survenues en 1982, 1995, 1996, 1999, 2014, 2015, 2017, 2018 et 2020,.
Fontrieu est exposée au risque de feu de forêt du fait de la présence sur son territoire. En 2022, il n'existe pas de Plan de Prévention des Risques incendie de forêt (PPRif). Le débroussaillement aux abords des maisons constitue l’une des meilleures protections pour les particuliers contre le feu,.

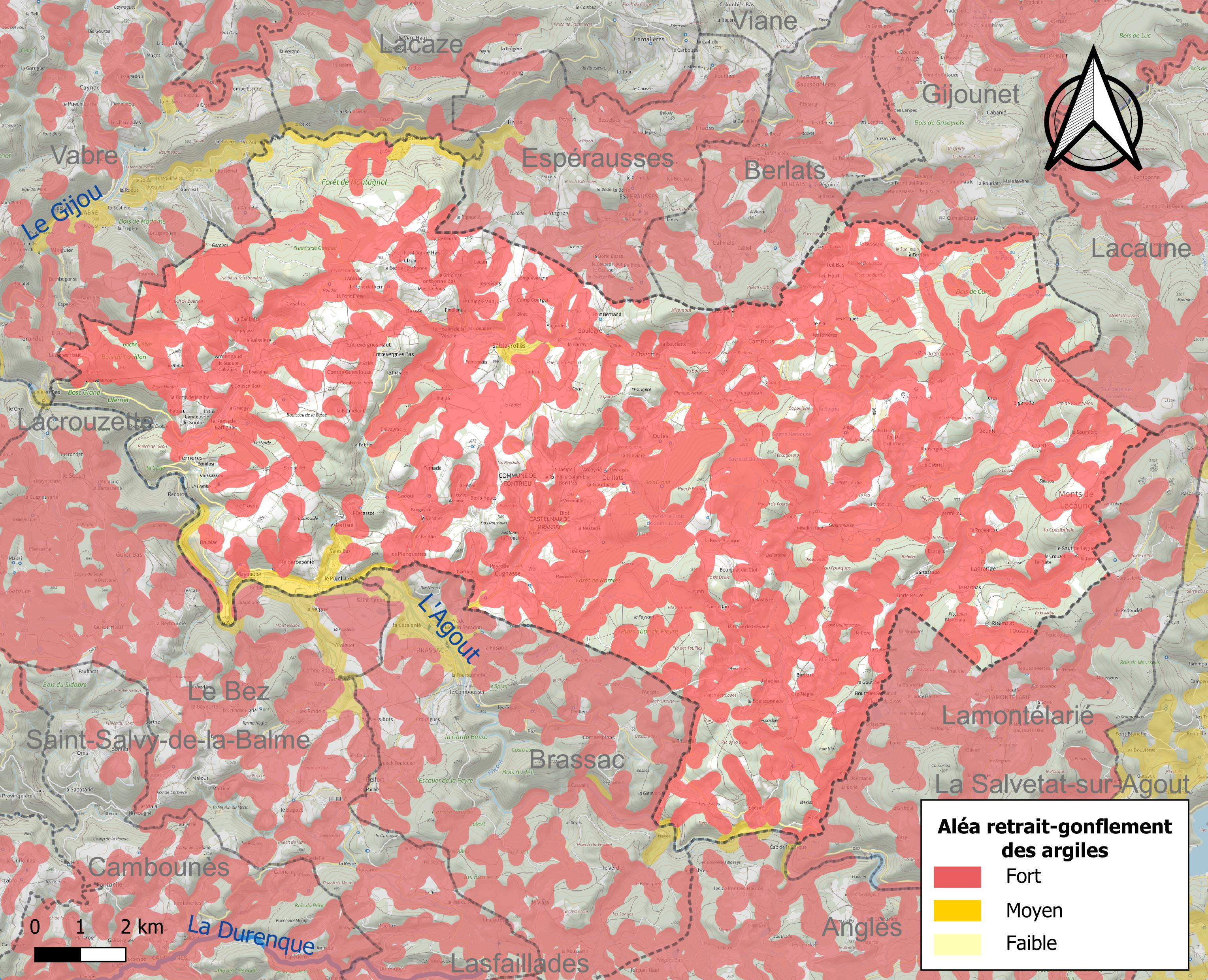
Carte des zones d'aléa retrait-gonflement des sols argileux de Fontrieu.

La commune est vulnérable au risque de mouvements de terrains constitué principalement du retrait-gonflement des sols argileux. Cet aléa est susceptible d'engendrer des dommages importants aux bâtiments en cas d’alternance de périodes de sécheresse et de pluie. 65,2 % de la superficie communale est en aléa moyen ou fort (76,3 % au niveau départemental et 48,5 % au niveau national). Sur les 968 bâtiments dénombrés sur la commune en 2019, 847 sont en aléa moyen ou fort, soit 88 %, à comparer aux 90 % au niveau départemental et 54 % au niveau national. Une cartographie de l'exposition du territoire national au retrait gonflement des sols argileux est disponible sur le site du BRGM,.
Par ailleurs, afin de mieux appréhender le risque d’affaissement de terrain, l'inventaire national des cavités souterraines permet de localiser celles situées sur la commune.

#### Risques technologiques
Le risque de transport de matières dangereuses sur la commune est lié à sa traversée par des infrastructures routières ou ferroviaires importantes ou la présence d'une canalisation de transport d'hydrocarbures. Un accident se produisant sur de telles infrastructures est susceptible d’avoir des effets graves sur les biens, les personnes ou l'environnement, selon la nature du matériau transporté. Des dispositions d’urbanisme peuvent être préconisées en conséquence.
La commune est en outre située en aval d'un barrage de classe A. À ce titre elle est susceptible d’être touchée par l’onde de submersion consécutive à la rupture de cet ouvrage.

#### Risque particulier
Dans plusieurs parties du territoire national, le radon, accumulé dans certains logements ou autres locaux, peut constituer une source significative d’exposition de la population aux rayonnements ionisants. Certaines communes du département sont concernées par le risque radon à un niveau plus ou moins élevé. Selon la classification de 2018, la commune de Fontrieu est classée en zone 3, à savoir zone à potentiel radon significatif.

## Toponymie
Lors de la création de la commune nouvelle, une séance de créativité a été organisée par les communes de Castelnau de Brassac, Ferrières et Le Margnès. Les participants à cette réunion proposèrent six noms au conseil de Fontrieu. Le nom de Fontrieu est issu de la modification de Nonrieu. Cette dernière est le nom de la section cadastrale qui est le centre de gravité de la commune. Le préfixe négatif "non" a été abandonné au profit de "Font" qui fait référence aux nombreuses sources du territoire.

## Histoire
La commune de Fontrieu est une commune qui regroupe aujourd'hui quatre communes existantes au XVIIIe siècle.
Après la Révolution, Castelnau-de-Brassac, Ferrières, Le Margnès d'Anglès et le Margnès de Brassac composaient le territoire. Les contours de la commune de Fontrieu s'étalaient alors sur deux départements (l'Hérault et le Tarn) et sur trois cantons (Anglès, Brassac, Vabre).
À l'an V, le canton d'Anglès dans l'Hérault est cédé au Tarn en échange de celui de Saint Gervais sur Mare. Le Margnès d'Anglès est alors dans le département du Tarn.
En 1846, les communes du Margnès d'Anglès et du Margnès de Brassac fusionnent pour devenir la commune du Margnès.
Le 1er janvier 2016, les élus des trois communes de Castelnau de Brassac, Ferrières et du Margnès créent la commune Fontrieu dans un souci d'adaptation à la loi portant nouvelle organisation territoriale de la République qui laisse peu de place aux petites communes.

### Le château de Ferrières
Dans un acte de 1276, la seigneurie de Ferrières est citée pour la première fois. Les familles de Ermengaud Saisset et Bernard Talhefer se le partagent. Lors de la guerre de cent ans, les familles des deux co-seigneurs laïcs disparaissent
et c'est Jean Guilhot qui obtient la seigneurie.
Bien qu'aucun document historique ne le valide, c'est probablement Guillaume Guilhot, chef local huguenot, qui fait construire ou reconstruire le château dans la première moitié du XVIe siècle. Il fit de Ferrières une des places fortes des Réformés dans la région.
Un siècle plus tard, ses descendants, notamment Pierre III de Bayard devint, tout à l'opposé, persécuteur des protestants. Le château est alors transformé en garnison par le maréchal de Noailles. En effet, il est une place forte idéale de la lutte contre les protestants après la révocation de l'édit de Nantes.
Par décision royale, le château de Ferrières reçoit désormais une garnison permanente. Dans un mémoire de 1718, conservé aux archives communales de Fontrieu, le rôle de poste de surveillance du château est mis en avant.
Par la suite, en 1708, le château est transformé en prison. Plusieurs de ses tours sont restructurées pour accueillir les geôles. Certains prisonniers y sont enfermés sans jugement par lettre de cachet.
À la Révolution, le château de Ferrières est vidé de ses prisonniers et désarmé : il devient un bien national et sert de lieu de réunion.
Le 14 messidor an IV (3 juillet 1796) le citoyen Mialhe achète le bien pour la somme de 10 800 francs. Suivant le cahier des charges de la vente, les emblèmes de la féodalité devaient être immédiatement détruits et les tours abaissées au niveau des toitures. Les emblèmes féodaux sont alors plus ou moins mutilés et les deux tours de l'avancée découronnées.
Le 19 mai 1925, le château est inscrit aux Monuments Historiques.
En 1968, la communauté protestante installe le musée du protestantisme dans le château grâce aux dons de familles de la région. Le musée a quitté le château depuis et siège au lieudit de la Ramade à quelques mètres du château.
Le 10 mai 1988, le château est classé aux Monuments Historiques.

### Le couvent d'Ouillats
En 1815, après la bataille de Waterloo, Napoléon est envoyé en exil sur l'île de Sainte Hélène. Son oncle, le cardinal Fesch, archevêque de Lyon, obligé de quitter la France, se retire à Rome. Monseigneur Gaston de Pins administre le diocèse en son nom. Originaire de Montségou, à quelques kilomètres en amont de Brassac, il possède une grande maison dans le hameau d’Ouillats.
Dans le même temps, l’institut des sœurs de Saint-Joseph, fondé au Puy-en-Velay au XVIIe siècle connaît un nouvel essor après la Révolution, elles sont installées à Lyon.
Le cardinal Fesch souhaite établir une fondation de cet institut à Rome avec quatorze d'entre elles. Des circonstances empêchent la réalisation du projet et c'est monseigneur de Pins qui les oriente vers le Tarn : neuf d’entre elles s’arrêtent à Saint-Pons dans l’Hérault, les cinq autres arrivent dans sa demeure d’Ouillats, elle y fonderont une congrégation. En 1824, un couvent de l'institut des sœurs de Saint-Joseph voit le jour sur les flancs de la montagne du Clap à Ouillats, alors sur le territoire la commune de Castelnau-de-Brassac.
En 1834, l’aumônier Chamayou prend la décision de construire sur les hauteurs du couvent la Rotonde : une chapelle de forme ronde. En 1878, la Rotonde est agrandie : le large couloir servant de sacristie devient le chœur, tandis que l’on construit à l’arrière une nouvelle petite rotonde qui forme la nouvelle sacristie. La Rotonde ainsi que son chemin de croix paysager sont aujourd'hui protégés par une inscription au titre des monuments historiques.
Les sœurs de Saint-Joseph tiendront une école de filles à Ouillats, un pensionnat et une école d'enseignement ménagers. Les dernières sœurs quitteront les lieux en 1992.

### La légende de la Poche du Diable
Au XVIe siècle, alors que messire Guilhot de Ferrières, chef des Huguenots, était accusé par les papistes d'avoir des relations avec Satan, les consuls de Ferrières ou de Vabre s'adressèrent au malin pour qu'il construise un pont à Thessauliès. Le Diable a peu d'imagination : il réclama l'âme du premier qui passerait sur l'ouvrage. (Voir l'article Pont du Diable.)
Guilhot avait voyagé et il conseilla aux consuls d'accepter.
« Nous y feront passer l’âne du meunier de Record. »
Les consuls en rirent beaucoup, dans l'alcove. Leurs épouses le confièrent à toutes leurs amies. Lucifer qui arrivait, les poches gonflées de rochers pour établir le pont, entendit les bavardes. Courroucé, il vida ses poches sur la pente et pris congé des Sidobriens. Les cailloux roulèrent, en éboulis, sur les contreforts des rives de l'Agout et formèrent la "poutsado dal Diablé" (la poche du Diable).

### Le massacre de la Pierre Plantée
En 1689, après la révocation de l'Édit de Nantes de 1685, les communautés protestantes sont contraintes de se retrouver en secret pour échapper aux troupes royales, c'est le temps des assemblées du désert.
Lors de l'une d'entre elles à Saint Jean Del Frech sur la commune de Lacaze, une cinquantaine de personnes furent massacrés par les dragons du Roi mis au courant par une dénonciation et sur ordre du baron de La Crouzette, Pierre III de Bayard. Le prédicant Corbière de la Sicardié s'échappa avec trois autres personnes. Après une course dans la forêt de Montagnol, les troupes royales rattrapèrent les quatre individus au lieudit Larénas à 4,7 km à vol d'oiseau de Saint-Jean. La tête du prédicant fut massacrée sur une pierre qui garde aujourd'hui encore les stigmates de ce jour funèbre. En effet, une tache de couleur rouge y est présente.
Un monument y fut érigé en 1922 et un rassemblement s'y tient chaque quatrième dimanche du mois d'août. La Pierre Plantée de Larénas bénéficie d'une protection au titre des Monuments Historiques par son inscription.

### Le Petit Train
En 1880 une loi permet aux élus du département de décider la création et la concession d'un chemin de fer d'intérêt local.
Dès le début des années 1880, deux blocs s'affrontent. L'un veut relier Graulhet et ses produits issus de la mégisserie à une grande ligne existante.
L'autre souhaite la réalisation d'un réseau qui désenclaverait la Montagne depuis Castres en desservant ainsi Roquecourbe, Vabre, Gijounet, Lacaune et Murat avec une ramification de Vabre à Brassac.
Les débats sont vifs en raison des contraintes techniques mais plus sûrement pour des raisons politiques.
Les principaux promoteurs de la ligne de la Montagne sont Dubernard, le baron René Reille et le Vicomte Ludovic de Naurois.
Les hommes politiques d'alors n'arrivent pas à trouver un consensus, le projet est donc mis en veille.
En 1892, de nouvelles élections départementales redessinent le paysage politique du Tarn. Édouard Barbey arrive à convaincre les derniers réticents et le projet du Petit Train s'enclenche.
Le chantier commence en 1902 et dès 1905, le train circule entre Castres et Vabre, puis Vabre à Brassac en empruntant la commune de Fontrieu.
Trois gares sont présentes sur le territoire : Luzières, Ferrières et Saint-Agnan. Ce moyen de locomotion est alors très usité par les habitants.
Après la seconde guerre mondiale, les progrès de l'industrie automobile réduisent la fréquentation. La ligne n'est plus rentable et le dernier train circule le 31 décembre 1962. Le réseau est rapidement déferré.
Aujourd'hui, plusieurs municipalités souhaitent un aménagement de l'ancien tracé à des fins touristiques. Le projet est en cours. Presque tous les ouvrages d’art et plusieurs abris sont encore visibles. Quelques-uns ont même été récemment restaurés, témoignages concrets de cette aventure ferroviaire exceptionnelle.

### L'embuscade des maquisards de Longuecamp
Le 5 août 1944, les maquisards planifient une embuscade entre Longuecamp et Cambous. Ils attendent dans l'après-midi un convoi de troupes allemandes au départ de Castres en direction de Lacaune.
Les résistants doivent intercepter des unités blindées ainsi que trois ou quatre bus de troupes.
Malheureusement pour les maquisards, une probable dénonciation a mis les troupes ennemies au courant. Ces dernières empruntent le chemin inverse, de Lacaune à Brassac sur ce qui est aujourd'hui la route départementale 622. De plus, elles ont deux heures d'avance sur l'itinéraire prévu.
L'effet de surprise est donc du côté allemand.
Les échanges de coups de feu sont nombreux. Grâce au courage des résistants et aux salves de leurs fusils mitrailleurs, l'ennemi bat en retraite.
Trois officiers maquisards sont blessés : deux légèrement, un autre gravement atteint : Robert Chevallier.
Le lieutenant Chevallier est transporté à l'hôpital de Lacaune où il succombe à ses blessures. Ses dernières paroles furent « Je n'ai plus qu'un souffle de vie, mais laissez-moi lutter ».
Aujourd'hui, une stèle du maquis lui rend hommage sur les lieux de l'embuscade.

## Politique et administration

### Administration municipale
Jusqu'aux prochaines élections municipales de 2020, le conseil municipal de la nouvelle commune est constitué de l'ensemble des conseillers municipaux des anciennes communes.
| Nom                          | Code Insee | Intercommunalité                             | Superficie (km2) | Population (dernière pop. légale) | Densité (hab./km2) |
| ---------------------------- | ---------- | -------------------------------------------- | ---------------- | --------------------------------- | ------------------ |
| Castelnau-de-Brassac (siège) | 81062      | CC des Vals et Plateaux des Monts de Lacaune | 72,88            | 752 (2013)                        | 10                 |
| Ferrières                    | 81091      | CC des Vals et Plateaux des Monts de Lacaune | 11,85            | 134 (2013)                        | 11                 |
| Le Margnès                   | 81153      | CC des Vals et Plateaux des Monts de Lacaune | 17,89            | 47 (2013)                         | 2,6                |

### Liste des maires
| Période      | Période  | Identité       | Étiquette | Qualité |
| ------------ | -------- | -------------- | --------- | ------- |
| janvier 2016 | En cours | Didier Gavalda |           |         |

## Population et société

### Démographie
L'évolution du nombre d'habitants est connue à travers les recensements de la population effectués dans la commune depuis sa création.

En 2022, la commune comptait 954 habitants, en évolution de +1,17 % par rapport à 2016 (Tarn : +2,52 %, France hors Mayotte : +2,11 %).
| 2014 | 2015 | 2016 | 2017 | 2022 |
| ---- | ---- | ---- | ---- | ---- |
| 937  | 940  | 943  | 947  | 954  |

### Animations
- Fête de Biot ;
- Fête de Ferrières ;
- Fête de Sablayrolles ;
- Marchés "Biot Gourmand" en période estivale ;
- Concours de belote en période hivernale.

## Économie

### Revenus
En 2018, la commune compte 478 ménages fiscaux, regroupant 965 personnes. La médiane du revenu disponible par unité de consommation est de 18 930 € (20 400 € dans le département).

### Emploi
|                | 2008  | 2013  | 2018  |
| -------------- | ----- | ----- | ----- |
| Commune        | 6,5 % | 7,3 % | 8,8 % |
| Département    | 8,2 % | 9,9 % | 10 %  |
| France entière | 8,3 % | 10 %  | 10 %  |

En 2018, la population âgée de 15 à 64 ans s'élève à 554 personnes, parmi lesquelles on compte 73,9 % d'actifs (65,1 % ayant un emploi et 8,8 % de chômeurs) et 26,1 % d'inactifs,. Depuis 2008, le taux de chômage communal (au sens du recensement) des 15-64 ans est inférieur à celui de la France et du département.
La commune est hors attraction des villes,. Elle compte 198 emplois en 2018, contre 167 en 2013 et 189 en 2008. Le nombre d'actifs ayant un emploi résidant dans la commune est de 365, soit un indicateur de concentration d'emploi de 54,2 % et un taux d'activité parmi les 15 ans ou plus de 49,3 %.
Sur ces 365 actifs de 15 ans ou plus ayant un emploi, 145 travaillent dans la commune, soit 40 % des habitants. Pour se rendre au travail, 80,5 % des habitants utilisent un véhicule personnel ou de fonction à quatre roues, 9,5 % s'y rendent en deux-roues, à vélo ou à pied et 10 % n'ont pas besoin de transport (travail au domicile).

### Activités hors agriculture
61 établissements sont implantés  à Fontrieu au 31 décembre 2019. Le tableau ci-dessous en détaille le nombre par secteur d'activité et compare les ratios avec ceux du département,.
| Secteur d'activité                                                                                        | Commune | Commune | Département |
| Secteur d'activité                                                                                        | Nombre  | %       | %           |
| --- | ------- | ------- | ----------- |
| Ensemble                                                                                                  | 61      |         |             |
| Industrie manufacturière, industries extractives et autres                                                | 20      | 32,8 %  | (13 %)      |
| Construction                                                                                              | 10      | 16,4 %  | (12,5 %)    |
| Commerce de gros et de détail, transports, hébergement et restauration                                    | 8       | 13,1 %  | (26,7 %)    |
| Information et communication                                                                              | 1       | 1,6 %   | (2,1 %)     |
| Activités immobilières                                                                                    | 5       | 8,2 %   | (4,2 %)     |
| Activités spécialisées, scientifiques et techniques et activités de services administratifs et de soutien | 11      | 18 %    | (13,8 %)    |
| Administration publique, enseignement, santé humaine et action sociale                                    | 2       | 3,3 %   | (15,5 %)    |
| Autres activités de services                                                                              | 4       | 6,6 %   | (9 %)       |

Le secteur de l'industrie manufacturière, des industries extractives et autres est prépondérant sur la commune puisqu'il représente 32,8 % du nombre total d'établissements de la commune (20 sur les 61 entreprises implantées  à Fontrieu), contre 13 % au niveau départemental.

### Agriculture
Le nombre d'exploitations agricoles en activité et ayant leur siège dans la commune est de 64 lors du recensement agricole de 2020 et la surface agricole utilisée de 3 788 ha,.

## Culture locale et patrimoine

### Lieux et monuments

#### Patrimoine religieux
- Église Notre-Dame de Jaladieu ;
- Église Saint-Jacques de Ferrières ;
- Église Saint-Julien de Biot ;
- Église Saint-Laurent de Soulègre ;
- Église Saint-Louis de Cambous ;
- Église Saint-Magdeleine de la Grange ;
- Chapelle Notre-Dame de l'Immaculée Conception dite la Rotonde d'Oulias. L'édifice a été inscrit au titre des monuments historiques en 2001[61].
- Chapelle de Sécun.
- Temple protestant de Baffignac, inscrit monument historique depuis le 31 juillet 2015 ;
- Temple de Bessès ;
- Nombreux calvaires.

#### Patrimoine civil
- Chemin de croix paysager d’Ouillats ;
- Maison de la forêt de Montagnol ;
- Menhir de Cambous ;
- Menhir d'Entrevegnes ;
- Menhir de la Soulière ;
- Pierre à battre le grain dans la forêt de Montagnol ;
- Pierre Plantée de Larénas, inscrite monument historique depuis le 3 juin 2015 ;
- Piéta de Soulègre ;
- Stèle du Maquis à Longuecamp ;
- Tourbières du Margnès.

#### Architecture
- Château de la Barbazanié ;
- Château de Ferrières ;
- Rotonde d'Ouillats.

#### Musées
- Musée du Protestantisme de Ferrières.

### Randonnée sur la commune

#### Randonnées pédestres
- La boucle des Plos ;
- Sentier de la maison de la forêt de Montagnol ;
- Sentier de Peyrolles ;
- Sentier de Puech Margot ;
- Sentier du Luthier ;
- Sentier du Puech du Singladou.
- Sentier découverte des Tourbières de Canroute

#### Randonnées VTT FFC des Hautes Terres d'Oc
- Circuits 1, 2, 3 et 5 au départ de Brassac ;
- Circuit 9 au départ de Puech Margot ;
- Circuit 11 au départ de Caillé ;
- Circuits 1, 2 et 3 au départ de Vabre.

### Personnalités liées à la commune
- Louis Cavaillès (mécanicien de Jean Mermoz), né à Cadoul.
- Louis-Abel Fontenai de Bonafous, dit abbé de Fontenay (1736-1806), journaliste et compilateur, né à Castelnau-de-Brassac.
- François Hussenot, inventeur des premiers enregistreurs de vol communément appelés « boîtes noires », mort à la Métairie Blanche.